# Sarah Prieels
Sarah Prieels (27 februari 1990) is een Belgisch boogschutster.

## Levensloop
In 2010 won ze met het Belgisch vrouwenteam (voorts bestaande uit Gladys Willems en Michèle Massina) goud op de Europese kampioenschappen (outdoor).
In 2015 behaalde ze haar eerste (indoor) individuele Europese titel en in 2016 behaalde ze brons op het wereldkampioenschap indoor en goud op het EK outdoor. In 2017 behaalde ze zilver op het EK indoor. Op de Wereldspelen van dat jaar werd ze zevende.
In 2021 behaalde ze met Reginald Kools goud op het EK outdoor in het onderdeel 'gemengd team'. Op de Wereldspelen van 2022 werd ze negende.
Prieels stamt uit een boogschuttersfamilie, met onder meer Hubert Van Innis, Jérôme De Mayer, Oscar Kessels, Paul en Philippe Prieels als ascendenten.